# 하인리히 구스타프 마그누스

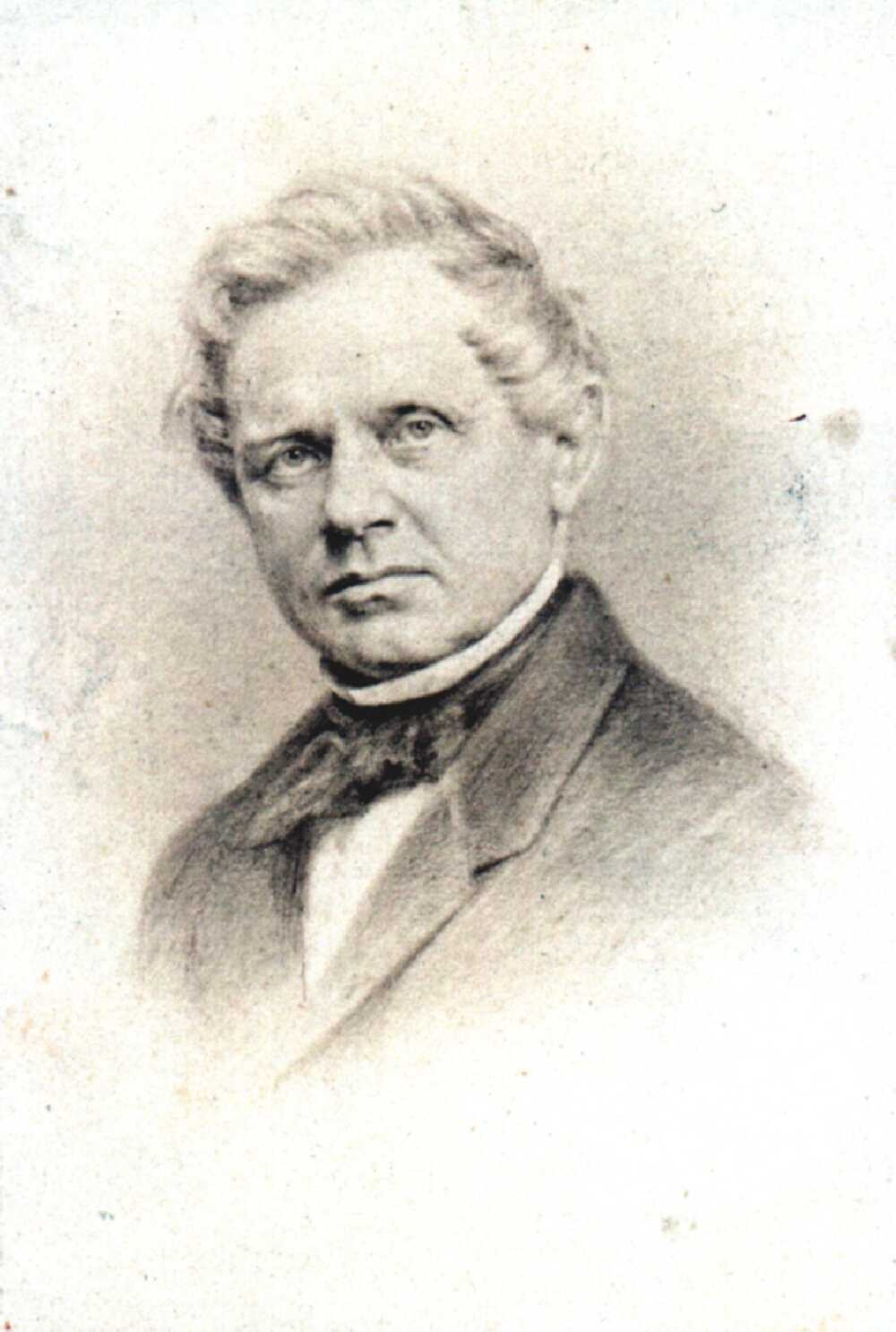
하인리히 구스타프 마그누스의 초상화.

하인리히 구스타프 마그누스(독일어: Heinrich Gustav Magnus, 1802년 5월 2일 ~ 1870년 4월 4일)는 독일의 물리학자이자 화학자이다. 베를린 훔볼트 대학교에서 교수로 재직하며 일생을 보냈다. 마그누스 효과를 발견한 것으로 유명하다.